# Hokkons Baules
Hokkons Baules (ur. 7 czerwca 1948) – palauski polityk, senator w latach 1985–1988. Ponownie wybrany do składu Senatu 9 maja 2007 roku, w wyborach uzupełniających, po śmierci Johnny'ego Reklai. Jest synem Sechelonga Baulesa, byłego senatora i współtwórcy konstytucji Palau.